# Erich Kříž
Erich Kříž (* 29. června 1959 Karlovy Vary) je bývalý český politik německé národnosti a menšinový aktivista, po sametové revoluci československý poslanec Sněmovny lidu Federálního shromáždění za Občanské fórum (později za ODS).

## Biografie
Uvádí se jako narozen v Karlových Varech. Pocházel z německé rodiny. K roku 1990 žil v obci Krásno na Sokolovsku. Pracoval tehdy jako historik v sokolovském okresním muzeu. V roce 1989 patřil mezi zakladatele Občanského fóra v Sokolově. 21. listopadu 1989 sepsal se svými kolegy prohlášení, ve kterém protestovali proti zákroku
policie v Praze 17. listopadu. 23. listopadu již byl jedním z řečníků na první demonstraci na sokolovském náměstí a 25. listopadu se stal jedním z mluvčích zdejšího OF.
Ve volbách roku 1990 byl zvolen za OF do Sněmovny lidu (volební obvod Západočeský kraj). Po rozkladu Občanského fóra přestoupil roku 1991 do poslaneckého klubu ODS. Za ODS obhájil mandát ve volbách roku 1992. Ve Federálním shromáždění setrval do zániku Československa v prosinci 1992. V parlamentu se zabýval menšinovými otázkami a navrhl v rámci restitucí řešit i otázku navracení majetku občanům ČSFR německé národnosti. V srpnu 1990 ho za svého místopředsedu zvolil nově ustavený menšinový svaz Spolek Němců v Československu.
k roku 2001 se zmiňuje jako člen vedení Sdružení podnikatelů ČR. Od roku 2009 zasedá ve vedení firmy SCHOENFELDER, spol. s r.o., Czech Republic.